# David Lewis, 1st Baron Brecon
David Lewis, 1st Baron Brecon (n. 14 august 1905 – d. 10 octombrie 1976), a fost un om politic britanic, membru al Parlamentului European în perioada 1973-1979 din partea Regatului Unit.
1. 1 2  David Vivian Penrose Lewis, 1st and last Baron Brecon, The Peerage, accesat în 9 octombrie 2017
2. 1 2  The Peerage